# Chalandri (gmina)
Chalandri (gr. Δήμος Χαλανδρίου, Dimos Chalandriu) – gmina w Grecji, w administracji zdecentralizowanej Attyka, w regionie Attyka, w jednostce regionalnej Ateny-Sektor Północny. Siedzibą i jedyną miejscowością gminy jest Chalandri. W 2011 roku liczyła 74 192 mieszkańców.